# الاتحاد الفلسطيني لكرة الطاولة
الاتحاد الفلسطيني لكرة الطاولة أو الاتحاد الفلسطيني لتنس الطاولة (اختصارًا PTTF) هو أحد الاتحادات الرياضية الفلسطينية، تأسس عام 1962 ميلاديًا. أصبح عضوًا في الاتحاد العربي لكرة الطاولة عام 1961، وعضوًا في الاتحاد الدولي لتنس الطاولة عام 2011. أيضًا عضوٌ في الاتحاد الآسيوي لكرة الطاولة [الإنجليزية]